# Parque Histórico Nacional dos Guararapes
O Parque Histórico Nacional dos Guararapes (PHNG) é um parque histórico localizado no município de Jaboatão dos Guararapes, na Região Metropolitana do Recife, em Pernambuco, Brasil.
No seu interior se encontra o Morro dos Guararapes, palco de um dos mais importantes episódios da História do Brasil: as Batalhas dos Guararapes — decisivas na Insurreição Pernambucana (expulsão dos holandeses do Nordeste do Brasil) e consideradas a origem do Exército Brasileiro.
A Igreja de Nossa Senhora dos Prazeres dos Montes Guararapes, templo barroco situado no topo do morro, guarda os restos mortais de André Vidal de Negreiros e João Fernandes Vieira, dois dos heróis das batalhas ali travadas.

## História
A área onde foram travadas as célebres Batalhas dos Guararapes foi tombada no ano de 1955 pela antiga Diretoria do Patrimônio Histórico e Artístico Nacional (DPHAN). Em 1965, depois que o Governo Federal pagou uma indenização aos monges beneditinos de Olinda, deu-se início a um processo de desapropriação do Morro dos Guararapes. A ordem de desapropriação foi feita através do Decreto nº 57.273, de 16 de Novembro de 1965, assinado pelo Presidente Humberto Castelo Branco e o Ministro da Educação Flávio Suplicy. Os únicos terrenos não desapropriados foi o Santuário de Nossa Senhora dos Prazeres do Montes Guararapes e os 10 hectares ao redor. O local é propriedade do Mosteiro de São Bento de Olinda, que foi doado em escritura de 8 de novembro de 1956 por Francisco Barreto de Menezes.
Em 10 de maio de 1970, em ocasião da inauguração do Parque Histórico Marechal Manoel Luiz Osório, o Presidente Emílio Médici declara sua vontade de inaugurar em breve o Parque Histórico Nacional dos Guararapes como "um ato de civismo." O General do Exército Arthur Duarte Candal incumbiu o Comando do IV Exército de agilizar a criação do primeiro Parque Histórico Nacional dos Guararapes. O time de pesquisa da Batalha de Guararapes contou ainda com três cadetes da AMAN e universitários integrandes do Projeto Rondon de Guararapes. Os estudos foram feitos com a colaboração do Ministério da Agricultura, Ministério da Educação e Cultura, Ministério do Interior, Ministério dos Transportes, do Governo de Pernambuco e do Governo de Recife.
Em Decreto nº 68.527, de 19 de abril de 1971, assinado pelo Presidente Emílio Médici, Ministro da Educação Jarbas Passarinho e o Ministro das Minas e Energia José Costa Cavalcanti, foi criado o Parque Histórico Nacional dos Guararapes, subordinado ao Instituto do Patrimônio Histórico e Artístico Nacional do Departamento de Assuntos Culturais do Ministério da Educação e Cultura. O Banco Nacional de Habitação ficou responsável pela construção de um núcleo residencial para as famílias que moravam previamente nos terrenos. O orador na ocasião foi Gilberto Freyre. Na inauguração, foram trazidas bandeiras dos estados de todos os participantes, que foram hasteadas juntas com as bandeiras do Brasil e Portugal. Também foram lançados os livros As Batalhas dos Guararapes, descrição e análise militar e A Grande festa dos lanceiros, escrito por Cláudio Moreira Bento, então major de Engenharia formado pela ECEME e estagiário no Comando do IV exército. Os 2000 exemplares da Batalha de Guararapes foram distribuidos entre as autoridades presentes no evento e bibliotecas e universidades brasileiras e estrangeiras da listagem da UFPE. O autor acredita que a ação tenha inspirado a restauração dos sítios históricos ligados à Insurreição Pernanbucana. Já A Festa dos Lanceiros relaciona os Parques Marechal Manoel Luís Osório, no Rio Grande do Sul, com o Nacional dos Guararapes.
Por meio do decreto de 24 de março de 1974, em ocasião do aniversário da primeira Batalha de Guararapes e da criação do Parque Histórico Nacional dos Guararapes, o Presidente Itamar Franco e o Ministro do Exército Zenildo de Lucena instituem o Dia do Exército Brasileiro. A gestão de Zenildo foi marcada pela preservação e divulgação da história do exército.